# Стекленей
Стекленей — пресноводное озеро, расположенное на просторах Тобол-Ишимского междуречья, на северо-востоке Мокроусовского района Курганской области, к северо-западу от озера Чёрное. Входит в состав Мокроусовского государственного природного зоологического заказника.

## Общие сведения
Площадь озера составляет 39,5 км². Высота над уровнем моря — 133,7 м. Длина озера около 7,4 км, ширина в центральной части достигает 3,9 км Максимальная глубина — 3,5 м, при этом набор глубин происходит плавно до 3–3,5 м. Южная часть озера, заросшая тростником, более мелководна. Водородный показатель рН — 7,03 (вода пресная, среднеминерализованная, умеренно жесткая).

## Описание
Водоём имеет сложную лопастную форму. Береговая линия умеренно изрезана, сильнее — на востоке. Поверхностных притоков не имеет, питание озера происходит за счет вешних вод, атмосферных осадков и родников. Берега низменные, заболоченные, особенно на востоке. В 1,5 км от восточного берега расположена деревня Селезнёво.

## Флора и фауна
В надводной части растительность представлена преимущественно тростником и рогозом. На мелководье произрастает телорез и водокрас, на глубине — в основном рдест. 
Ихтиофауна представлена серебряным и золотым карасём, гольяном и верховкой.